# Mendocino Ridge AVA
Mendocino Ridge AVA (anerkannt seit 27. Oktober 1997) ist ein Weinbaugebiet im US-Bundesstaat Kalifornien. Das Gebiet liegt im Verwaltungsgebiet Mendocino County. Das Weinbaugebiet mit geschützter Herkunftsbezeichnung liegt nur durch einige kleine Gebirgszüge vom Pazifischen Ozean getrennt. Trotz der beeindruckenden Größe des definierten Gebiets sind die tatsächlich für den Weinbau geeigneten Stellen selten. Der überwiegende Teil des Gebiets ist mit dem Küstenmammutbaum und der Douglasie bedeckt. Obwohl schon seit Ende des 19. Jahrhunderts Anpflanzungen bekannt sind, beläuft sich die aktuell bestockte Rebfläche auf nur 30 Hektar. Wichtigste Rebsorte ist der Zinfandel.